# چک (سند)

یک نمونه چک در سال 2021، کانادا

چک یک ورقه ی با ارزش مالی است که معمولاً برای خرید در حال و پرداخت مبلغ در آینده استفاده می‌گردد. صاحب چک پس از نوشتن مبلغ ارزش چک و تاریخ موردنظر برای وصول، چک را امضا می‌کند. در تاریخ ذکر شده - تاریخ سررسید - فردی که چک را دریافت نموده‌ است به بانک مراجعه می‌کند و مقدار وجه مشخص شده را از حساب جاری فرد صادرکننده چک دریافت می‌نماید.
به نوعی چک یک قول پولی است که به گیرنده توسط فرستنده ، تضمین میشود که در تاریخی مشخص میتوانید از من مقدار مشخصی پول دریافت میکند.
چک سند در حکم قانون لازم الاجرا است و از اسناد بازرگانی که به موجب آن، صادرکننده چک، پولی را که نزد دیگری دارد تمام یا بخشی را به سود خود یا ثالث مسترد می‌دارد. چک سند عادی تجاری در برخی موارد با رعایت اصول موجود قابل صدور اجرائیه‌ می باشد. خط و قباله را هم در ایران قدیم چک می‌خواندند (دیوان معزّی) چنین ذکر شده است که سکه نیز از لغت چک، مشتق شده‌ است. صدور چک اماره مدیون بودن است.
طبق قانون چک در ایران، شخص باید در زمان نوشتن چک به اندازهٔ مبلغ مندرج در آن در حساب خود وجه نقد، اعتبار یا پشتوانهٔ قابل تبدیل به وجه نقد داشته باشد. تفاوت چک با کارت‌های اعتباری هم در همین است.
البته امروزه این قانون معمولاً در مبادلات پولی‌ای که به‌وسیلهٔ چک انجام می‌شود، رعایت نمی‌گردد و در نتیجه در چند سال اخیر تعداد افرادی که به دلیل چک برگشتی - یعنی چکی که در تاریخ مشخص شده، مقدار وجه وعده داده شده را تأمین نکند - به زندان می‌افتند رو به افزایش گذاشته‌است.
همچنین تورم یکی از دلایل اجتماعی است که بر چک های برگشتی مخصوصا در عوامل تجاری بسیار تاثیر گذار است.

## پیشینه
کهن‌ترین شکل بانکداری مربوط به دوران هخامنشیان و در بین النهرین است که در آنجا یهودیان عهده‌دار امور بانکداری بوده‌اند. مدارکی از این ناحیه به دست آمده‌است که کاملاً حکم چک را دارند. واژهٔ «بانک» نیز در آن زمان به کار می‌رفته‌است و واژهٔ «چک» نیز از آن روزگار تا به امروز باقی‌مانده‌است. در نوشته‌های ساسانیان در قرن سوم میلادی به زبان پهلوی به واژهٔ چک برمی‌خوریم و همین واژه از ایران به دیگر نقاط جهان راه یافته‌است.
.
چک نخستین بار در سال ۱۳۱۱ وارد قانون تجارت شده است. این قانون طی سال های گذشته چند بار اصلاح شده که چک را این گونه تعریف کرده است: «چک نوشته‌ای است که به موجب آن صادرکننده وجوهی را که نزد محال علیه دارد کلاً یا بعضاً مسترد و یا به دیگری واگذار می‌نماید» . بنابراین چک سند انتقال و وسیله مبادله پول است.
براساس همین قانون انواع چک به شرح زیر است:
- چک عادی: چکی است که اشخاص عهده بانک ها به حساب جاری خود صادر و دارنده آن تضمینی جز اعتبار صادر کننده آن ندارد.
- چک تأیید شده: چکی است که اشخاص عهده بانکها به حساب جاری خود صادر و توسط بانک محال علیه پرداخت وجه آن تأیید می شود.
- چک تضمین شده: چکی است که توسط بانک به عهده همان بانک به درخواست مشتری صادر و پرداخت وجه آن توسط بانک تضمین میشود.
- چک مسافرتی: چکی است که توسط بانک صادر و در وجه آن درهر یک از شعب آن بانک توسط نمایندگان و کارگزاران آن پرداخت میشود.

## افتتاح حساب جاری در ایران
برای افتتاح حساب جاری، هر یک از شعب بانک‌های ایران، مدارک و مستنداتی را از شما خواهند خواست که در آن‌ها موارد زیر مشهود باشند:
الف) مدرکی که محل کار شما را نشان دهد، محل کار شما با یکی از مدارک زیر قابل احراز است:
- سند مالکیت یا اجاره نامه رسمی یا سرقفلی مغازه، سند مالکیت یا اجاره نامه رسمی محل استقرار رسمی شرکتی (طبق اساسنامه و آخرین آگهی تغییرات) که شما امضا دار یا عضو هیئت مدیره آن هستید، معرفی نامه شغلی از سازمان یا نهاد دولتی که در آن شاغل هستید.
ب) شغل شما، و اینکه دسته چک را برای چه کاری می خواهید، این موضوع را با هر یک از موارد زیر می‌توانید احراز کنید:
- جواز کسب، جواز ساخت، قرارداد مشارکت در ساخت (برای سازنده ها)، اساسنامه و آگهی تأسیس و آخرین آگهی تغییرات شرکتی که در آن امضاء دار یا عضو هیئت مدیره هستید. اگر امضا دار یا عضو هیئت مدیره آن شرکت نیستید، باید معرفی نامه‌ای از آن شرکت بگیرید که در آن سمت شما در شرکت احراز شده باشد. بدیهی است اعتبار و رسمیت شرکت در تصمیم‌گیری شعبه مؤثر خواهد بود، شغل شما در شرکت، باید نیاز شما به دسته چک را نشان دهد، مثلاً مسئول خرید شرکت باشید. معرفی نامه شغلی از ارگان دولتی که در آن شاغل هستید.

## ج) محل سکونت (زندگی) شما، که آن را با یکی از موارد زیر احراز می شود
- سند مالکیت یا اجاره نامه رسمی منزل به نام متقاضی یا همسر متقاضی، در صورت مجرد بودن متقاضی، داشتن سند مالکیت یا اجاره نامه رسمی بنام پدر و مادر نیز قابل قبول است،
د) نداشتن چک برگشتی و بدهی معوق در سیستم بانکی کشور: 
با دریافت پاسخ استعلام از بانک مرکزی.

## ه) انجام دوره خدمت وظیفه: کارت معافیت، کفالت یا پایان خدمت وظیفه (فقط برای آقایان)
و) معرف حساب جاری

## بخش‌های یک چک
بخش‌های زیر در یک برگ چک وجود دارند که بعضی از آن‌ها جاهای خالی تعبیه شده‌ای هستند که باید توسط نویسنده پر شود:
- شمارهٔ مسلسل چک: که شماره‌ای است که هنگام چاپ شدن برای هر برگ چک به‌طور یگانه و بدون تکرار است و بر روی آن ثبت می‌شود.
- شمارهٔ حساب جاری: شمارهٔ حساب بانکی‌ای که وجه معین شده از آن حساب پرداخت خواهد شد. این شماره معمولاً به همراه نام صاحب حساب معمولاً روی تمام برگه‌های یک دفترچهٔ چک چاپ یا مُهر می‌شود.
- تاریخ پرداخت: تاریخی که موعد پرداخت وجه مشخص شده‌است. طبق قانون چک این تاریخ باید به حروف نوشته شود.
- گیرندهٔ چک: نام فردی که می‌تواند وجه مشخص شده را در تاریخ مشخص شده دریافت کند. معمولاً برای اینکه امکان استفادهٔ چندین باره از یک برگ چک - خرج‌کردن و دست به دست کردن آن - وجود داشته باشد معمولاً از واژهٔ «حامل» یا «آورنده» استفاده می‌شود. در اینصورت هر شخصی می‌تواند وجه چک را دریافت کند.
- مبلغ چک: که یک بار به حروف در وسط و یک بار به عدد در پایین برگهٔ چک نوشته می‌شود.
- امضای صاحب حساب: چک بدون امضای صاحب حساب ارزشی ندارد و قابل پرداخت نیست. بعضاً در بنگاه‌های تجاری که تعدادی از افراد در مسائل مالی آن شریک هستند، حساب‌های جاری به نام دو یا چند فرد گشایش می‌یابد. در این حالت تمام افرادی که در قبال آن حساب "حق امضاً دارند باید چک را امضا نمایند.

## کد صیادی
در چک های جدید یا بنفش رنگ زیر شماره چک یک کد شانزده رقمی به نام کد صیادی وجود دارد که برای استعلام اعتبار چک و نیز انتقال به گیرنده و انتقال به نفرات بعدی مورد استفاده قرار می گیرد.

### استعلام چک صیادی
برای استعلام وضعیت اعتبار چک صیادی پس از جستجو در گوگل از واژه «چک و ورود به سامانه بانک مرکزی  https://www.cbi.ir/EstelamSayad/19689.aspx مراحل ثبت شماره صیادی و وارد کردن شماره پرسش شده با اعداد انگلیسی انجام می شود.

## واژه و ترکیبات آن
لغت «چک» لغتی فارسی است و از این زبان به زبان‌های دیگر وارد شده‌است.
نویسندهٔ چک باید همیشه مبلغ را در آن بنویسد، اما در صورتیکه نوشتن این مبلغ فراموش شود و چک بدون مبلغ، امضا گردد به آن "چک سفید امضاً می‌گویند. چنین چیزی می‌تواند بسیار خطرناک باشد زیرا محدودیتی برای مقداری که ممکن است بعداً در چک نوشته شود، وجود ندارد.
در فرهنگ سیاسی غرب، از این عبارت برای اختیارات نامحدود که در ازای یک اتفاق یا رویداد به دست فردی کسب می‌شود، استفاده می‌گردد.

## اقسام چک
۱-	چک بحواله کرد

چکی است که نام گیرنده در آن ذکر نشده باشد و دارنده چک می‌تواند به بانک مراجعه و آن را امضا کند و وجه آن را بستاند یا به دیگری انتقال دهد.

در چک های جدید یا بنفش رنگ  صدور چک در وجه حامل ممنوع است و نام گیرنده حتما باید نوشته شود.

## ۲-	چک بسته Cheque barre
چکی است که روی آن دو خط کشیده شده باشد؛ و بانک دیگری می‌تواند آن را دریافت کند و به کسان متفرقه پرداخت نمی‌گردد

## ۳-	چک بی محل
(تجارت، جزا) چکی است که صادرکننده آن پول یا اعتبار نزد محال علیه چک نداشته باشد. اگر پس از تاریخ صدور چک وجه آن را بردارد یا کمتر از مبلغ چک محل داشته باشد باز هم آن چک بی محل به‌شمار می‌رود کشیدن چک بی محل اگر چنانچه دارای عناصر جرم غش باشد از نظر اسلامی جرم است.

آنچه که در قانون صدور چک مصوب ۱۶/۴/۱۳۵۵ با اصلاحات بعدی برای مرتکبین بزه صدور چک بلامحل پیش‌بینی گردیده تقریباً به نوعی در مقام اثبات آن به چک روز غیرممکن است چراکه بیشتر قانون تا آنجائیکه بایستی به ضمانت اجرای آن می‌اندیشیده به فکر کم کردن مراجعان برای سیستم دادگستری بود یا شاید بانک‌ها از انجام وظایف قانونی در رابطه با صدور چک مقصر هستند در موارد زیر طبق ماده ۷ قانون صدور چک بزهکار صدور چک بلامحل به مجازات‌های زیر محکوم خواهد گردید:

الف: چنانچه مبلغ مندرج در متن چک کمتر از ده میلیون ریال (۰۰۰/۰۰۰/۱۰) باشد به حبس تا حداکثر شش ماه محکوم خواهد شد.

ب: چنانچه مبلغ مندرج در متن چک از ده میلیون ریال (۰۰۰/۰۰۰/۱۰)ریال تا پنجاه میلیون (۰۰۰/۰۰۰/۵۰) ریال باشد از ۶ ماه تا یکسال حبس محکوم خواهد شد.

ج: چنانچه مبلغ مندرج در متن چک از پنجاه میلیون (۰۰۰/۰۰۰/۵۰) ریال بیشتر باشد به حبس از یکسال تا دو سال و ممنوعیت از داشتن دسته چک به مدت دو سال محکوم خواهد شد و در صورتیکه صادرکننده چک اقدام به اصدار چک‌های بلامحل نموده باشد مجموع مبالغ مندرج در متون چک‌ها ملاک عمل خواهد بود

## اصطلاحات
۴-	چک پرداختی Cancelled cheque
چکی است که بانک وجه آن را به ذی‌نفع پرداخته باشد.
۵-	چک تضمین شده
چکی است که یک بانک آن را ظهرنویسی کند. به این ترتیب اداء وجه چک را تضمین کرده‌است.
۶-	چک در وجه حامل
چکی است که در آن نوشته می‌شود در وجه حامل (به حامل چک) بپردازید نام کس معین در آن نوشته نمی‌شود و هرکس آن را به بانک ارائه و امضاء کند مستحق وصول وجه چک است.
توضیح

در چک های جدید که بنفش رنگ هستند صدور چک در وجه حامل ممنوع است.
۷-	چک سفید
چکی است که صادرکننده آن را امضاء می‌کند بدون ذکر وجه چک؛ در واقع مصداق مفهوم کلی سفید مهر است.
۸-	چک نقد شده
به معنی چک پرداختی است.
۹-	چک نویس
یعنی سند نویس، محرّر سند، سردفتر کنونی هم چک‌نویس است. خاقانی گوید:
مشتری چک‌نویس قدر تو بس		که سعادت، سجل آن چک تست
۱۰- چک وعده دار
چکی است که صادرکننده به محال علیه چک، دستور ادا وجه را در رأس موعدی معین بدهد. مفهوم چک بر آن صادق است.
۱۱- صدور چک
پر کردن فرم خام چک و جداسازی آن از دفترچه، مهر و امضا کردن آن و اعطای آن به متعامل، فرایند صدور چک را شکل می‌دهند. امروزه برای صدور چک نرم‌افزارهایی ارائه شده‌است که نرم‌افزار خزانه‌داری از آن جمله‌اند.

## نکات مهم قانونی چک
۱-	چک بر ۴ قسم است: چک عادی، تأیید شده، تضمین شده و مسافرتی
۲-	چک چه به عهده بانک‌های داخل کشور باشد یا شعب بانک ایرانی در خارج از کشور در حکم سند لازم‌الاجرا است.
۳-	دارنده چک می‌تواند در صورت برگشت چک و عدم پرداخت طبق قوانین و آئین‌نامه‌های مربوط به اجرای ثبت اسناد رسمی وجه چک یا باقی‌مانده آن را وصول کند.
۴-	دارنده چک می‌تواند محکومیت صادرکننده را نسبت به پرداخت کلیه خسارات و هزینه‌ها اعم از اینکه قبل از صدور حکم یا بعد از آن باشد از دادگاه تقاضا کند این دادخواست باید به دادگاه صادرکننده حکم تقدیم شود.
۵-	کلیه خسارات و هزینه‌های وارده شامل خسارت تأخیر تادیه‌است بر اساس نرخ تورم که توسط بانک مرکزی اعلام می‌شود، قابل مطالبه‌است و این خسارت هزینه‌های دادرسی و حق‌الوکاله را هم در بر می‌گیرد.
۶-	چک فقط در تاریخ مندرج یا پس از آن قابل وصول خواهد بود.
۷-	صادرکننده چک باید در تاریخ مندرج در آن، معادل مبلغ مذکور در بانک محال علیه وجه نقد داشته و نباید تمام یا قسمتی از وجهی را که به اعتبار آن چک صادر کرده به صورتی از بانک خارج یا دستور عدم پرداخت دهد.
۸-	چک نباید به صورتی تنظیم شود که به عللی مثل عدم مطابقت امضا یا قلم خوردگی در متن چک یا اختلاف در مندرجات آن و امثال آن بانک از پرداخت وجه خودداری کند.
۹-	هرگاه وجه چک به علل بالا پرداخت نشود بانک مکلف است در برگ مخصوصی مشخصات چک هویت و نشانی کامل صادرکننده را در آن ذکر کند و علل عدم پرداخت را صراحتاً ذکر کند (فقدان موجودی) و آن را به دارنده چک تسلیم کند و بانک مکلف است نسخه دوم این برگ را به آخرین نشانی صاحب حساب ارسال کند.
۱۰-اگر که مبلغ موجود در نزد بانک کمتر از مبلغ چک باشد بانک به تقاضای دارنده مکلف است مبلغ موجود را تسلیم کند و در این صورت چک نسبت به مبلغ پرداخت نشده بی محل محسوب می‌شود و بانک گواهی تقدیم می‌کند.
مجازات صدور چک بی محل
۱-	اگر مبلغ کمتر از یک میلیون تومان (۱۰ میلیون ریال) باشد مجازات حبس حداکثر شش ماه خواهد بود.
۲-	اگر مبلغ از یک تا ۵ میلیون تومان باشد حبس شش ماه تا یکسال خواهد بود.
۳-	اگر مبلغ بیش از ۵ میلیون تومان باشد مجازات یک سال تا دو سال حبس و ممنوعیت از داشتن دسته چک به مدت دو سال خواهد بود.
۴-	در صورتی که صادرکننده اقدام به صدور چک‌های بلامحل نموده باشد مجموع مبالغ مندرج در چک‌ها ملاک خواهد بود.
۵-	دارنده، کسی است که چک در وجه او صادر گردیده یا پشت‌نویسی شده یا حامل چک در مورد چک‌های حامل یا قائم مقام قانونی آنهاست. منظور از دارنده چک کسی است که برای اولین بار چک را به حساب برده (و به نامش برگشت می‌خورد).
۶-	کسی که چک پس از برگشت به او منتقل می‌شود حق شکایت کیفری ندارد مگر انتقال قهری باشد (ارث رسیده).
۷-	اگر دارنده چک بخواهد چک را به وسیلهٔ شخصی دیگر به نمایندگی از طرف خود وصل کند و و حق شکایت کیفری او در صورت بی محل بودن چک محفوظ باشد باید هویت و نشانی خود را با تصریح نمایندگی در ظهر چک قید کند در این صورت گواهی عدم پرداخت به نام او صادر می‌شود و حق شکایت کیفری دارد.
۸-	هرگاه بعد از شکایت کیفری، شاکی چک را به دیگری انتقال دهد یا حقوق خود را نسبت به چک به هر نحو دیگری واگذار نماید، تعقیب کیفری موقوف می‌شود.
۹-	هرگاه قبل از صدور حکم قطعی، شاکی گذشت کند یا متهم وجه چک و خسارت تأخیر تادیه را نقداً به دارنده آن پرداخت کند یا موجبات پرداخت چک و خسارت مذکور را فراهم کند یا در صندوق دادگستری یا اجرای ثبت تودیع نماید، مرجع رسیدگی قرار موقوفی تعقیب صادر می‌کند.
۱۰-این مجازات‌ها شامل مواردی که ثابت شود چک یا چک‌ها بابت معاملات نامشروع یا ربوی صادر شده نمی‌باشد.
۱۱- چک‌های صادره در ایران عهده بانک‌های واقع در خارج از کشور مشمول این ماده‌است.
۱۲- در صورتی که صادرکننده چک قبل از تاریخ شکایت کیفری وجه چک را نقداً به دارنده آن پرداخت کند یا با موافقت شاکی خصوصی ترتیبی برای پرداخت آن بدهد یا موجبات پرداخت آن را فراهم کند قابل تعقیب نیست.

## آمار و ارقام چک در ایران
بر اساس گزارش بانک مرکزی در خرداد ۱۳۸۹، از هر ۸ چکی که صادر می‌شود، یکی در هنگام وصول مبلغ برگشت می‌خورد. به عبارت دقیقتر، در خرداد این سال بانک مرکزی حدود ۴ میلیون و ۲۳۲ هزار فقره چک را در مبادلات اقتصادی می‌داند که ۵۳۸ هزار برگ آن برگشت داده شده‌است. مبلغ مجموع چک‌ها ۵ هزار و ۳۰۸ میلیارد تومان بوده‌است که حدود ۲ هزار و ۳۶۷ میلیارد تومان آن نقد نشده‌است. کارشناسان یکی از دلایل وجود چک‌های برگشتی در تبارلات پولی در ایران را وجود رکود اقتصادی می‌دانند که از سال ۱۳۸۶ شروع به رشد کرده‌است.

## ماده ۱۰ قانون صدور چک
۱-	هرکس با علم به بسته بودن حساب بانکی خود مبادرت به صدور چک نماید عمل وی در حکم صدور چک بلامحل خواهد بود و به حداکثر مجازات ماده ۷ (دو سال) محکوم می‌شود. این مجازات غیرقابل تعلیق است.
۲-	جرایم مذکور در این قانون بدون شکایت دارنده چک قابل تعقیب نیست.
۳-	در صورتی که دارنده چک تا شش ماه از تاریخ صدور برای وصول وجه آن به بانک مراجعه نکرد یا ظرف شش ماه از تاریخ صدور گواهی عدم پرداخت شکایت نکرد دیگر حق شکایت کیفری نخواهد داشت.
۴-	اگر بعد از صدور حکم قطعی، شاکی گذشت کند یا محکوم علیه به ترتیب بالا موجبات پرداخت وجه چک را فراهم کند اجرای حکم موقوف می‌شود.
۵-	محکوم علیه ملزم به پرداخت مبلغی معادل یک سوم جزای نقدی مقرر در حکم به نفع دولت خواهد بود.
نکته) در موارد زیر صادرکننده چک قابل تعقیب کیفری نیست:
الف. سفید امضا (چنانچه چک بدون تاریخ داده شود هرگونه اضافه کردن تاریخ بدان از طرف غیر از صاحب حساب جدا از جنبه حقوقی قابل شکایت کیفری از طرف صاحب حساب علیه ملصق تاریخ به عنوان سوء استفاده از سفید مهر و امضاء قابل شکایت کیفری است.
ب. هرگاه در متن چک وصول وجه آن منوط به تحقق شرطی شده باشد.
ج. چک تضمینی
د. هرگاه خلاف موارد قبل بدون قید در متن چک ثابت شود که وصول وجه آن منوط به تحقق شرط یا بابت تضمین انجام معامله یا تعهدی بوده‌است.
ه. هرگاه ثابت شود چک بدون تاریخ بوده یا تاریخ واقعی صدور چک مقدم بر تاریخ مندرج در متن چک باشد.
۶- صادرکننده چک یا ذی‌نفع یا قائم مقام قانونی آن‌ها می‌تواند با تصریح به اینکه چک بر اثر کلاهبرداری یا خیانت در امانت یا جرایم دیگر تحصیل شده به بانک به‌طور کتبی دستور عدم پرداخت بدهد و اگر دارنده چک آن را به بانک ارائه کرد گواهی عدم پرداخت را به دارنده با ذکر علت تسلیم می‌کنند.
۷- دستوردهنده مکلف است پس از اعلام به بانک، شکایت خود را به مرجع قضایی تسلیم و حداکثر ظرف مدت یک هفته گواهی تقدیم شکایت خود را به بانک تسلیم کند. پس از انقضای یک هفته بانک از محل موجودی به تقاضای دارنده وجه چک را پرداخت می‌کند.
۸- دارنده چک نیز می‌تواند علیه کسی که دستور عدم پرداخت داده شکایت کند و هرگاه خلاف ادعایی که موجب عدم پرداخت شده ثابت گردد دستوردهنده علاوه بر مجازات ماده ۷ کلیه خسارات را باید بپردازد.
۹- پرداخت چک‌های تضمین شده و مسافرتی را نمی‌توان متوقف نمود مگر آنکه بانک صادرکننده نسبت به آن ادعای جعل نماید.
۱۰-رسیدگی به کلیه شکایات و دعاوی حقوقی و جزایی چک چه در دادگاه و چه در دادسرا فوری و خارج از نوبت خواهد بود.
۱۱-وجود چک در دست صادرکننده دلیل پرداخت وجه چک و انصراف از شکایت شاکی است مگر اینکه خلاف آن ثابت شود.
نکته) طبق قانون سابق برای اینکه صادرکننده در فاصله بین صدور حکم و رسیدگی بازداشت نشود تنها قرار تأمینی که دادگاه می‌توانست از او اخذ کند وجه الضمان نقدی یا ضمانت نامه بانکی معتبر معادل مبلغ چک بود اما طبق قانون جدید دادگاه می‌تواند یکی از قرارهای تأمین کفالت یا وثیقه اعم از وجه نقد یا ضمانت نامه بانکی یا مال منقول یا غیرمنقول را اخذ کند.

### شرایط وصول چک
چک را به سه روش می توان وصول یا به اجرا گذاشت:

#### ۱- روش حقوقی
در این روش دارنده چک می بایست گواهی را از بانک مبنی بر عدم وصول چک دریافت کند و به همراه کپی چک دادخواستی مبنی بر عدم وصول چک تنظیم نموده و از طریق دادگاه برای اجرا گذاشتن چک اقدام کند.

#### ۲- روش کیفری
روش کیفری ساده ترین روشی است که برای وصول چک می توان اقدام نمود. در روش کیفری دارند چک پس از دریافت عدم وصول مبلغ چک به مدت ۶ ماه فرصت دارد تا نسبت به اجرا گذاشتن چک اقدام کند.

##### ۳- روش ثبتی
در این روش دارنده چک پس از دریافت گواهی عدم وصول مبلغ چک از بانک از طریق اداره ثبت فرم اجراییه دریافت می کند و به همراه کپی چک و گواهی بانک تقاضای صدور اجراییه می کند. 